# Orectogyrus pulcherrimus
Orectogyrus pulcherrimus là một loài bọ cánh cứng trong họ van Gyrinidae. Loài này được Zimmermann miêu tả khoa học năm 1916.